# Rajd Wielkiej Brytanii 1995
Rajd Wielkiej Brytanii 1995 (pełna nazwa: 51st Network Q RAC Rally) – ósma runda Rajdowych Mistrzostw Świata sezonu 1995, która odbyła się w dniach 19–22 listopada. Rajd miał długość 2315 km, w tym 510,85 km odcinków specjalnych. Zwycięzcą został Colin McRae.
Rajdu nie ukończyły cztery załogi fabryczne. Francuz François Delecour odpadł na 3. odcinku specjalnym z powodu awarii dyferencjału. Na 9. odcinku specjalnym wypadek miał Brytyjczyk Malcolm Wilson. Z tego samego powodu na 18. odcinku specjalnym odpadł Szwed Kenneth Eriksson. Z kolei Fin Tommi Mäkinen na 8. oesie doznał awarii skrzyni biegów.

## Odcinki specjalne
| Dzień          | Odcinek | Godz. rozp. | Nazwa                     | Długość  | Zwycięzca           | Lider rajdu         |
| -------------- | ------- | ----------- | ------------------------- | -------- | ------------------- | ------------------- |
| 1 19 listopada | OS1     | 09:00       | Tatton Park               | 7,95 km  | C. Sainz T. Mäkinen | C. Sainz T. Mäkinen |
| 1 19 listopada | OS2     | 10:36       | Chatsworth                | 8,46 km  | C. McRae            | C. McRae            |
| 1 19 listopada | OS3     | 12:25       | Clumber Park              | 8,22 km  | K. Eriksson         | K. Eriksson         |
| 1 19 listopada | OS4     | 14:08       | Donington Super Special 1 | 6,20 km  | T. Mäkinen          | T. Mäkinen          |
| 1 19 listopada | OS5     | 14:21       | Donington Super Special 2 | 6,20 km  | T. Mäkinen          | T. Mäkinen          |
| 1 19 listopada | OS6     | 15:59       | Rother Valley             | 4,12 km  | T. Mäkinen          | T. Mäkinen          |
| 1 19 listopada | OS7     | 17:07       | Leeds                     | 4,41 km  | T. Mäkinen          | T. Mäkinen          |
| 2 20 listopada | OS8     | 07:58       | The County Durham Stage   | 27,23 km | C. McRae            | C. McRae            |
| 2 20 listopada | OS9     | 10:21       | Pundershaw                | 58,92 km | C. Sainz            | C. Sainz            |
| 2 20 listopada | OS10    | 12:03       | Broomylinn                | 18,43 km | C. McRae            | C. Sainz            |
| 2 20 listopada | OS11    | 12:43       | Wauchope                  | 14,16 km | C. McRae            | C. Sainz            |
| 2 20 listopada | OS12    | 13:42       | Kershope                  | 36,27 km | K. Eriksson         | C. Sainz            |
| 2 20 listopada | OS13    | 17:08       | Grizedale West            | 27,99 km | C. McRae            | C. Sainz            |
| 2 20 listopada | OS14    | 17:47       | Grizedale East            | 7,61 km  | C. McRae            | C. Sainz            |
| 3 21 listopada | OS15    | 07:30       | Dyfnant                   | 21,66 km | C. McRae            | C. Sainz            |
| 3 21 listopada | OS16    | 09:03       | Hafren Sweetlamb          | 25,49 km | C. McRae            | C. Sainz            |
| 3 21 listopada | OS17    | 11:34       | Brechfa                   | 32,62 km | C. Sainz            | C. Sainz            |
| 3 21 listopada | OS18    | 12:29       | Trawscoed                 | 36,72 km | C. McRae            | C. Sainz            |
| 3 21 listopada | OS19    | 14:16       | Crychan                   | 17,65 km | C. McRae            | C. Sainz            |
| 3 21 listopada | OS20    | 14:43       | Cefn                      | 9,08 km  | C. McRae            | C. Sainz            |
| 3 21 listopada | OS21    | 16:48       | Sweetlamb Hafren          | 28,81 km | C. McRae            | C. McRae            |
| 4 22 listopada | OS22    | 07:38       | Pantperthog               | 15,42 km | C. McRae            | C. McRae            |
| 4 22 listopada | OS23    | 08:08       | Dyfi                      | 23,53 km | C. McRae            | C. McRae            |
| 4 22 listopada | OS24    | 08:43       | Gartheiniog               | 14,74 km | C. McRae            | C. McRae            |
| 4 22 listopada | OS25    | 10:47       | Penmachno South           | 13,45 km | C. McRae            | C. McRae            |
| 4 22 listopada | OS26    | 11:08       | Penmachno North           | 10,11 km | C. McRae            | C. McRae            |
| 4 22 listopada | OS27    | 12:25       | Clocaenog West            | 6,03 km  | C. Sainz C. McRae   | C. McRae            |
| 4 22 listopada | OS28    | 12:37       | Clocaenog East            | 19,39 km | C. McRae            | C. McRae            |

## Wyniki (punktujący zawodnicy)[1]
| Miejsce | Zawodnik        | Pilot           | Samochód                 | Czas    | Strata  | Grupa | Punkty |
| 1.      | Colin McRae     | Derek Ringer    | Subaru Impreza 555       | 5:09:19 |         | A8 M  | 20     |
| 2.      | Carlos Sainz    | Luis Moya       | Subaru Impreza 555       | 5:09:55 | 0:00:36 | A8 M  | 15     |
| 3.      | Richard Burns   | Robert Reid     | Subaru Impreza 555       | 5:15:58 | 0:06:39 | A8 M  | 12     |
| 4.      | Alister McRae   | Chris Wood      | Ford Escort RS Cosworth  | 5:20:34 | 0:11:15 | A8    | 10     |
| 5.      | Bruno Thiry     | Stéphane Prévot | Ford Escort RS Cosworth  | 5:21:11 | 0:11:52 | A8 M  | 8      |
| 6.      | Gwyndaf Evans   | Howard Davies   | Ford Escort RS 2000      | 5:42:07 | 0:32:48 | A7    | 6      |
| 7.      | Rui Madeira     | Nuno da Silva   | Mitsubishi Lancer Evo II | 5:44:04 | 0:34:45 | N4 M  | 4      |
| 8.      | Jarmo Kytölehto | Armo Kapanen    | Nissan Sunny GTi         | 5:45:19 | 0:36:00 | A7    | 3      |
| 9.      | Masao Kamioka   | Kevin Gormley   | Subaru Impreza WRX       | 5:50:21 | 0:41:02 | N4    | 2      |
| 10.     | Alain Oreille   | Jacques Boyere  | Renault Clio Maxi        | 5:50:40 | 0:41:21 | A7    | 1      |

## Klasyfikacja końcowa sezonu 1995
Tabele przedstawiają tylko pięć pierwszych miejsc. Zespół Toyoty i jego kierowcy zostali wykluczeni z mistrzostw Świata przez FIA za stosowanie nielegalnych ograniczników turbo.

### Kierowcy
| Lp. | Kierowca          | Pkt |
| --- | ----------------- | --- |
| 1   | Colin McRae       | 90  |
| 2   | Carlos Sainz      | 85  |
| X   | Juha Kankkunen    | 62  |
| X   | Didier Auriol     | 51  |
| 3   | Kenneth Eriksson  | 48  |
| 4   | Francois Delecour | 46  |
| 5   | Tommi Makinen     | 38  |

### Producenci
| Lp. | Producent           | Pkt |
| --- | ------------------- | --- |
| 1   | 555 Subaru WRT      | 350 |
| 2   | Mitsubishi Ralliart | 307 |
| X   | Toyota              | 260 |
| 3   | R.A.S. Ford         | 223 |